# Space Jam – Zűr az űrben
A Space Jam – Zűr az űrben (eredeti cím: Space Jam) 1996-ban bemutatott amerikai vegyes technikájú film, amelyben valós és rajzolt díszletek, élő és rajzolt szereplők közösen szerepelnek. A játékfilm rendezője Joe Pytka, producerei Ivan Reitman, Joe Medjuck és Daniel Goldberg. A forgatókönyvet Leo Benvenuti, Steve Rudnick, Timothy Harris és Herschel Weingrod írta, a zenéjét James Newton Howard szerezte. A mozifilm a Warner Bros. Family Entertainment gyártásában készült, és ugyancsak a Warner Bros. forgalmazásában jelent meg. Műfaja sportos és sci-fi elemeket felvonultató kalandos fantasy filmvígjáték.
Amerikában 1996. november 15-én, Magyarországon 1997. február 6-án mutatták be a mozikban. A film folytatását, amelyben LeBron James alakítja a rajzfigurákat és a saját fiát is megmentő hős kosárjátékost, 2021-ben mutatták be Space Jam: Új kezdet címmel.

## Cselekmény
|  | Alább a cselekmény részletei következnek! |

A nyitó jelenetben egy 1973 nyári estén a fiatal Michael Jordan látható, ahogy gyermekként otthonukban kosárra dobni tanul. Apja kimegy hozzá, ami után a kis Jordan több sikeres dobás közben megfogadja, hogy felveszik az Észak-karolinai Egyetemre, majd profi kosárlabdázóként az NBA-ben fog játszani, végül pedig apjához hasonlóan baseballjátékos lesz.
1993-ban Jordan bejelentette, hogy visszavonul a hivatásos kosárlabdától, hogy időközben elhunyt apjának tett ígérete szerint profi baseballozó legyen. Azonban hamar nyilvánvalóvá válik, hogy ebben a sportágban nem olyan tehetséges, mint a kosárlabdában, ráadásul a lelkes, de ügyetlen Stan Podolakot is mellé helyezik, hogy segítse új karrierje minden lépését.
Eközben a világűrben, egy Durungdomb nevű másik bolygón működő intergalaktikus vidámparkban a csökkenő látogatottság miatt a tulajdonos Durvarangy úrnak új főattrakció után kell néznie. Elküldi a Földre öt marslakóját, hogy ejtsék foglyul és vigyék el neki a Looney Tunest. A firkák esélyt kérnek, hogy megvédhessék magukat, ezért a kisnövésű marslakókat kihívják kosárlabdameccsre.
Hogy győzni tudjanak, a marslakók ellopják az NBA legnagyobb sztárjainak (Charles Barkley, Shawn Bradley, Patrick Ewing, Larry Johnson és Muggsy Bogues) tehetségét, és gigantikus szörnyekké alakulnak. Megalakul hát a Mamlasztárok csapata, akik már könnyedén megfélemlítik a Looney Tunest. Miközben golfozik Bill Murrayvel, Larry Birdszel és Stannal, Michaelt egy golflyukon át a Firkák saját világukba szippantják, majd arra kérik, hogy segítsen nekik megnyerni a kosármérkőzést.
Jordan először megtagadja a segítséget, mondván, hogy évek óta nem kosárlabdázott már és nincs formában, de megváltoztatja a döntését, miután a Mamlasztárok őt is megalázzák és megsértik. Egy feltétele van; Tapsi Hapsinak és Dodó kacsának el kell hoznia a felszerelését a házából. Tapsiék teljesítik is a feladatot, de visszafelé, saját világukba tartva észreveszi őket a még mindig a golfpályán Michaelt kereső Stan, aki követi őket és csatlakozik hozzájuk. Időközben Lola , a csinos nyuszilány is csatlakozik a csapathoz, akibe Tapsi azonnal fülig (sőt azon felül is) szerelmes lesz.
Elérkezik a mérkőzés napja. A találkozóra személyesen jön el Durvarangy úr is. Az első félidőben a Mamlasztárok fölényesen vezetnek, így a Looney Tunesnak nem sok esélye marad a győzelemre. Stan a félidőben kihallgatja a Durvarangy úr és a Mamlaszok közti beszélgetést, így kideríti, hogy mi az NBA játékosainak titokzatos betegsége, majd tájékoztatja erről a csapatot. Tapsi és Michael ezután  fellelkesíti a Tune Squadot, előbbi még egy palack doppingszernek álcázott vizet is ad a többieknek, akik így lelkesen futnak ki a második játékrészre.
Győzelmének biztosítása érdekében Durvarangy úr a Mamlaszokat durva szabálytalanságokra, sportszerűtlenségekre utasítja, és végül csak Tapsi, Michael, Dodó és Lola maradnak hadra fogható játékosok. Ekkor a játékvezető Marslakó Marvin elmondja Michaeléknak, hogy amennyiben öten nem tudják folytatni a mérkőzést, úgy fel kell adniuk a párharcot. Pont ekkor jelenik meg Bill Murray, így a találkozó folytatódhat. A mérkőzés utolsó másodperceiben Michael kapja a labdát, és a karikatúra fizikáját kihasználva, karját megnyújtva megszerzi a győztes kosarat.
Murray ezt követően úgy dönt, hogy nem kosárlabdázik többet, a Mamlaszok fellázadnak Durvarangy úr ellen, akit a Holdra száműznek, majd visszaadják az ellopott tehetségeket. A Looney Tunes beleegyezik abba, hogy felvegye a marslakókat a műsorba és miközben Tapsi és Lola összejönnek, Stan és Michael a marslakók űrhajójával éppen odaérnek Jordan aznap esti baseballmérkőzésére. Később ők ketten meglátogatják a tehetségüket vesztett kosarasokat, akik visszakapják azt és egy barátságos mérkőzésre hívják Michaelt.
A zárójelenetben Michael Jordan újra a Chicago Bulls mezében látható, ahogy egy NBA találkozón kifut a parkettre.
|  | Itt a vége a cselekmény részletezésének! |

## Szereplők
| Élőszereplő                     | Színész                | Magyar hang          |
| ------------------------------- | ---------------------- | -------------------- |
| Michael Jordan                  | Michael Jordan         | Both András          |
| Stan Podolak                    | Wayne Knight           | Perlaki István       |
| Juanita Jordan                  | Theresa Randle         | Csomor Csilla        |
| Bill Murray                     | Bill Murray            | Kőszegi Ákos         |
| Larry Bird                      | Larry Bird             | Németh Gábor         |
| Jeffrey Jordan                  | Manner Washington      | Előd Álmos           |
| Marcus Jordan                   | Eric Gordon            | Szalay Csongor       |
| Jasmine Jordan                  | Penny Bae Bridges      | Garai Dóra           |
| 10 éves Michael Jordan          | Brandon Hammond        | Polgár Péter         |
| James Jordan                    | Thom Barry             | Melis Gábor          |
| Charles Barkley                 | Charles Barkley        | Gesztesi Károly      |
| Patrick Ewing                   | Patrick Ewing          | Varga Tamás          |
| Muggsy Bogues                   | Muggsy Bogues          | Koncz István         |
| Larry Johnson                   | Larry Johnson          | Szabó Sipos Barnabás |
| Shawn Bradley                   | Shawn Bradley          | Galbenisz Tomasz     |
| Del Harris                      | Del Harris             | Várkonyi András      |
| Ahmad Rashad                    | Ahmad Rashad           | Kassai Károly        |
| Jim Rome                        |                        | Kassai Károly        |
| Baseball játékos #1             | Luke Torres            | Szűcs Sándor         |
| Stars elkapója                  | Brad William Henke     | Orosz István         |
| Baseballbíró                    | Andre Rosey Brown      | Pethes Csaba         |
| A Baron edzője                  | Joe Bays               | Rosta Sándor         |
| A Baron játékosa                | Charles Hoyes          | ifj. Jászai László   |
| A Baron menedzsere              | John Roselius          | Láng József          |
| A menedzser barátnője           | Connie Ray             | Nem szólal meg       |
| Jordan házvezetőnője            | Bebe Drake             | Martin Márta         |
| Kislány                         | Kelly Vint             | Molnár Ilona         |
| Férfirajongó                    | Dan Castellaneta       | Garai Róbert         |
| Női rajongó                     | Patricia Heaton        | Liptai Claudia       |
| Jósnő                           | Linda Lutz             | Liptai Claudia       |
| Kosarazó lányok                 | Nicky McCrimmon        | Liptai Claudia       |
| Kosarazó lányok                 | N/A                    | Némedi Mari          |
| Charlotte edző                  | David Ursin            | Imre István          |
| Baseball játékos #3             | Bean Miller            | Imre István          |
| NBA-játékvezető                 | James O’Donnell        | Soós László          |
| Vlade Divac                     | Vlade Divac            | Tardy Balázs         |
| Cedric Ceballos                 | Cedric Ceballos        | Trokán Péter         |
| Doktor                          | Michael Alaimo         | Zágoni Zsolt         |
| Baseball játékos #2             | Steven Shenbaum        | Zágoni Zsolt         |
| Pszichiáter                     | Albert Hague           | Komlós András        |
| Golfos                          | William G. Schilling   | Palóczy Frigyes      |
| NBA tisztviselő                 | Douglas Robert Jackson | Izsóf Vilmos         |
| Firkaszereplő                   | Eredeti hang           | Magyar hang          |
| Tapsi Hapsi                     | Billy West             | Bor Zoltán           |
| Elmer Fudd                      | Billy West             | Borbély László       |
| Durvarangy úr                   | Danny DeVito           | Balázs Péter         |
| Dodó kacsa                      | Dee Bradley Baker      | Balázs Péter         |
| Tasmán ördög                    | Dee Bradley Baker      | Csurka László        |
| Bika                            | Dee Bradley Baker      | Saját hangján        |
| Lola nyuszi                     | Kath Soucie            | Kocsis Judit         |
| Pepe lö Pici                    | Maurice LaMarche       | Harsányi Gábor       |
| Nagyi                           | June Foray             | Czigány Judit        |
| Szilveszter                     | Bill Farmer            | Hankó Attila         |
| Rissz-Rossz Sam                 | Bill Farmer            | Hankó Attila         |
| Bóbita kakas                    | Bill Farmer            | Gruber Hugó          |
| Csőrike                         | Bob Bergen             | Kiss Erika           |
| Herbie                          | Bob Bergen             | Józsa Imre           |
| Bertie                          | Bob Bergen             | Zágoni Zsolt         |
| Barnyard kutya                  | Bob Bergen             | Zágoni Zsolt         |
| Marslakó Marvin                 | Bob Bergen             | Stohl András         |
| Cucu malac                      | Bob Bergen             | Lippai László        |
| Lila marslakó                   | Catherine Reitman      | Lippai László        |
| Kék marslakó                    | Charity James          | Lippai László        |
| Narancssárga marslakó           | Jocelyn Blue           | Zalán János          |
| Zöld marslakó                   | June Melby             | Harmath Imre         |
| Rózsaszín marslakó              | Colleen Wainwright     | Bartucz Attila       |
| Sniffles                        | Colleen Wainwright     | Liptai Claudia       |
| Marslakó fiú                    | Colleen Wainwright     | Liptai Claudia       |
| Narancssárga mamlasztár         | Darnell Suttles        | Kárpáti Tibor        |
| Zöld mamlasztár                 | Joey Camen             | Rajhona Ádám         |
| Rózsaszín mamlasztár            | T. K. Carter           | Fekete Zoltán        |
| Lila mamlasztár                 | Dorian Harewood        | Konrád Antal         |
| Kék mamlasztár                  | Steve Kehela           | Pusztaszeri Kornél   |
| Hangosbemondó Herbie            | Steve Kehela           | Józsa Imre           |
| Marslakó szolga #1              | Frank Welker           | Katona Zoltán        |
| Charles, a bulldog              | Frank Welker           | Saját hangján        |
| Kosárlabda-oktatófilm narrátora | N/A                    | Várkonyi András      |

## Televíziós megjelenések
- HBO, RTL Klub (korábban), Film+
- RTL Klub (később) / RTL, Viasat 3, RTL+, Film+